# جوزف دابلیو. بیلی
جوزف دابلیو. بیلی (به انگلیسی: Joseph W. Bailey) سناتور سابق عضو حزب دموکرات ایالات متحده آمریکا بود. وی در سال ۱۹۰۱ تا ۱۹۱۳ میلادی سناتور ایالت تگزاس در سنای ایالات متحده آمریکا بود.